# Eupithecia poecilata
Eupithecia poecilata là một loài bướm đêm trong họ Geometridae.

## Hình ảnh

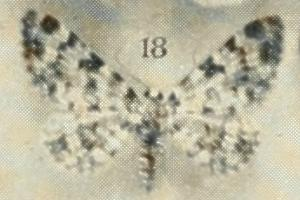